# 北施瓦地區 (阿姆哈拉州)
北施瓦地區（Semien Shewa Zone）是埃塞俄比亞阿姆哈拉州的10個地區之一，面積16,070.23平方公里，西面是奧羅米亞州，東面是阿法爾州。根據埃塞俄比亞中央統計局2005年的資料，北施瓦人口約2,159,301，其中男性1,080,266人，女性1,079,035人，11.8%居民住在市區，人口密度為每平方公里134.37人。